# Conrad IV de Bussnang
Conrad IV de Bussnang, parfois orthographié Busnang, est un évêque de Strasbourg né en 1400 en Thurgovie, en Suisse, et mort à Rouffach, en Alsace, le 12 mars 1471. Élu évêque à la mort de Guillaume II de Diest en 1439, il est immédiatement contesté en raison de son origine étrangère et contraint de démissionner le 18 août 1440.

## Biographie
Conrad IV de Bussnang naît en 1400 dans le Thurgau, en Suisse. Il est issu par son père Conrad III des Bussnang, une famille de barons vassaux des Habsbourg, qui résident dans la région de Bussnang et Weinfelden depuis au moins le XIIe siècle,. Bien qu’il soit peut-être né dans le château familial de Bussnang, il n’y a pas ou peu résidé dans sa jeunesse, celui-ci étant détruit en 1404. Bien que modeste, la famille compte dans ses rangs plusieurs figures ecclésiastiques d’importance, occupant les fonctions d’abbé de Saint-Gall ou d’abbesse de Fraumünster.
Devenu chanoine du grand chapitre de la cathédrale de Strasbourg, Conrad de Bussnang se présente comme candidat à l’élection épiscopale après la mort de Guillaume de Diest en 1439. La majorité des autres chanoines votent pour lui, mais la minorité perdante, dirigée par le prévôt du chapitre, Jean d’Ochsenstein, conteste l’élection au motif que Conrad est un étranger,. La contestation se fait plus vive dans les mois qui suivent, les Ochsenstein ralliant à leur cause d’autres seigneurs alsaciens. Conrad est cependant confirmé dans sa charge en juin 1440 par le concile de Bâle. Malgré cette confirmation, l’opposition permanente à laquelle il fait face décourage rapidement Conrad, qui nomme Robert de Bavière évêque coadjuteur, puis démissionne en sa faveur le 18 août 1440.
Ce départ est toutefois négocié et Conrad reçoit en échange 3 000 florins et le contrôle des biens épiscopaux situés dans l’Obermundat de Rouffach. Il s’installe alors au château d’Isenbourg, qu’il rénove, et administre pendant les trente années qui suivent la région, de manière sage à en croire les chroniqueurs, qui se montrent laudatifs à son égard. Il s’investit notamment beaucoup pour redresser l’économie locale après les saccages des Armagnacs de 1444 et cherche à mettre fin à certaines dérives au sein des ordres religieux. À ce titre il adresse en 1444 un ultimatum aux Franciscains de Rouffach, dont le couvent est alors devenu selon les chroniqueurs un lieu de débauche : soit ils reviennent au respect strict de la règle de leur ordre, soit ils doivent quitter les lieux. Les moines ayant refusé de se soumettre à la règle, il les fait chasser et attribue les bâtiments aux sœurs de Schauenbourg,.
Conrad de Bussnang meurt le 12 mars 1471 et est inhumé dans la chapelle Saint-Jean-Baptiste de la cathédrale de Strasbourg. Il est ainsi le dernier représentant mâle des Bussnang et la famille s’éteint avec lui.